# Autryville, North Carolina
Autryville, North Carolina (енгл. Autryville) град је у америчкој савезној држави Северна Каролина.

## Демографија
По попису из 2010. године број становника је 196, што је 0 (0,0%) становника више него 2000. године.
| Група             | 2000.       | 2010.       |
| Белци             | 183 (93,4%) | 171 (87,2%) |
| Афроамериканци    | 10 (5,1%)   | 8 (4,1%)    |
| Азијати           | 0 (0,0%)    | 0 (0,0%)    |
| Хиспаноамериканци | 1 (0,5%)    | 2 (1,0%)    |
| Укупно            | 196         | 196         |